# Clippertonøen
Clippertonøen (fransk: Île de Clipperton eller Île de la Passion, spansk: Isla de la Pasión) er en ubeboet atol, på ni km2, der ligger i det østlige Stillehav.
Øen tilhører Frankrig og er opkaldt efter den engelske kaptajn John Clipperton, der sejlede forbi øen i starten af 1700-tallet.